# Giacomo Maria Radini-Tedeschi
 Giacomo MariaRadini-Tedeschi  (Piacenza, 12 de juliol de 1857 – Bèrgam, 22 d'agost de 1914) va ser un bisbe italià, bisbe de Bèrgam entre 1905 i 1914.

## Biografia
Ordenat prevere el 2 de novembre de 1879, va fer de professor de dret canònic a Piacenza. Va col·laborar fins al 1883 a l'Obra dels Congressos.
Al 1890 esdevingué col·laborador de la Secretaria d'Estat de la Santa Seu, i en aquest àmbit, al 1891 va ser l'encarregat de portar la birreta cardenalícia al nou purpurat monsenyor Gruscha; i al 1893 per a monsenyors Lecot i Bourret: aquesta darrera entrava a la línia del raillement (alineament) vers la Tercera República Francesa, perseguida pel Papa Lleó XIII, de la qual els dons nous cardenals eren partidaris. En aquesta missió va ser acompanyat per Achille Ratti, el futur Papa Pius XI, coetani amb qui havia sovintejat, a finals de la dècada de 1870, el Pontifici seminari llombard de Roma.
Després de la dissolució de l'Obra dels Congressos, Giacomo Radini Tedeschi, en aquella època canonge vaticà i docent de sociologia al Col·legi lleonià de Roma, va ser nomenat el 4 de gener de 1905 bisbe de Bergam. L'ordenació episcopal li va ser conferida personalment pel Papa Pius X a la Capella Sixtina el 29 de gener següent.
Com a secretari escollí a Angelo Roncalli, el futur Papa Joan XXIII.
Afectat per un tumor, traspassà el 22 d'agost de 1914 a l'edat de 57 anys. Dos dies abans havia mort a Roma el Papa Pius X i, poques setmanes abans havia esclatat la Primera Guerra Mundial.

## El caràcter i l'obra
D'orígens aristocràtes, la seva activitat es caracteritzà per l'interès vers la problemàtica social típica del seu temps: a la tardor de 1909 donà suport a la vaga de Ranica, en la qual els treballadors d'una fàbrica tèxtil que participaven en el sindicat catòlica van exigir una reducció de les hores de treball, llavors d'11 hores al dia durant sis dies a la setmana i per això se l'acusà de modernisme i progressisme (però les acusacions van caure).